# Palacio de la Marquesa de la Sonora
El palacio de la Marquesa de la Sonora es un palacio del siglo XVIII situado en el número 45 de la calle de San Bernardo de Madrid, en el distrito Centro. Hoy día es sede principal del Ministerio de Justicia de España y allí conserva su despacho el ministro del ramo.

## Historia
En 1745, el marqués de la Regalía compró a la duquesa de Alba la llamada Casa Grande y otras edificaciones anexas en el lugar ocupado actualmente por el palacio. Encargó el proyecto en 1752 a Ventura Rodríguez quien presentó unos planos en los que se vislumbra la influencia de la escuela romana y del nuevo Palacio Real de Madrid. Sin embargo, después de varias vicisitudes, el proyectado edificio no se llegó a construir y el complejo pasó en 1761 a las manos de Bernardo de Grimaldo, segundo marqués de Grimaldo, quien encargó en 1763 la construcción del palacio al arquitecto José Serrano.

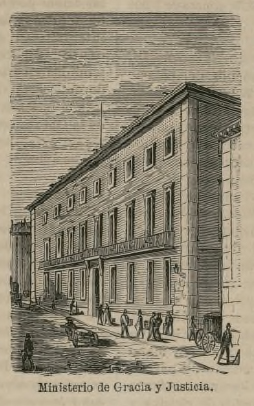
Aspecto del edificio antes de la reforma de mediados del siglo.

Inspirado en el proyecto de Ventura Rodríguez, Serrano proyectó un edificio unitario que integraba las distintas partes que formaban el conjunto y lo organizaba en torno a un patio y un vestíbulo con perfecta continuidad visual; para ello se valió en lo decorativo de ciertos toques neoclásicos. El marqués hizo del palacio su vivienda habitual hasta que el 17 de agosto de 1789 queda arrasado por un incendio.
En 1797 adquirió el inmueble María de la Concepción Valenzuela, marquesa de la Sonora, quien mandó reconstruir y ampliar el palacio al arquitecto Evaristo del Castillo. Este planteó una profunda remodelación, no sólo en la estructura sino también en el programa decorativo de sus salones. Construido en granito, ladrillo rojo y piedra de Colmenar, dispone de tres plantas, vestíbulo, gran escalera que se bifurca y patio principal; al fondo quedan la zona de caballerizas y las cocheras. Su construcción se dilató muchos años y no estuvo concluido hasta 1828, cuando el palacio había pasado a ser propiedad de Prudencio de Guadalfajara, duque de Castroterreño, viudo de la hija de la marquesa de la Sonora.
El duque vendió en 1847 el palacio al financiero Mariano Bertodano en 1 750 000 reales, pero por problemas financieros se adjudicó en 1851 a Javier de Quinto en pago de créditos y se vendió posteriormente al gobierno el 18 de diciembre de ese año por 1 600 000 reales más un censo reservativo para el duque de Castroterreño. Allí se instaló el denominado en su época Ministerio de Gracia y Justicia.
En el edificio, situado en la manzana formada por las calles de los Reyes, San Bernardo, la Manzana y el Álamo, se han realizado varias reformas, la más importante entre 1942 y 1947 cuando el arquitecto Javier Barroso le añadió las torres de esquina con chapiteles de pizarra, de estilo neoherreriano, típicas de la época.